# Frottola
La frottola fue el tipo de música popular predominante en Italia como canción profana durante el siglo XV y principios del XVI. Fue el más importante y difundido predecesor del madrigal. La cumbre de composición de las frottolas fue el período entre 1470 y 1530, a cuyo término la forma musical fue reemplazada por el madrigal.
Dado que "frottola" es un término genérico, se pueden reconocer varias subcategorías, como puede esperarse de una forma musical usada por más de cien años, que se mantuvo popular durante al menos la mitad de ese tiempo. Comúnmente la frottola es una composición para tres o cuatro voces, con la voz más aguda conteniendo la melodía. También puede haberse usado acompañamiento instrumental. 
Las poesías usadas como letra tienen a menudo un esquema característico "ABBA" , con una "ripresa", una "stanza" de "CDCDAA" o "CDCDDEEA", así que hay muchas variaciones entre subtipos. Generalmente las formas poéticas descienden de las baladas del siglo XIV , con lo que la música 
muestra una inicial simplicidad comparada con la práctica de aquel momento. 

## Formas musicales
Musicalmente, la frottola evita la complejidad del contrapunto, prefiriendo texturas homofónicas, ritmos claros y repetidos, y un rango melódico estrecho. Constituye un predecesor importante no solo del madrigal , sino de formas tardías del Barroco como la monodia, ya que anticipa el acompañamiento de cuerdas, la melodía en la voz aguda, y muestra un sentido temprano de lo que se desarrollaría como armonía funcional.
También la frottola tuvo una influencia significativa sobre la chanson francesa, que también tiende a ser una forma clara, bailable y popular. Varios compositores franceses del período viajaron a Italia, ya fuera para trabajar en cortes reales o en la capilla papal en Roma, con lo que tuvieron oportunidad de conocer al estilo, e incorporarlo en sus composiciones profanas nativas.
Variantes de frottola incluyen la villanella, villotta, strambotto y barzelletta.

## Interpretación
Se conoce muy poco de la interpretación de las frottolas. Las ediciones musicales de la época son para múltiples voces, con o sin tablatura de laúd; ocasionalmente sobreviven partes para teclado.
Pueden haber sido interpretadas por voz solista con laúd, como seguramente lo hizo Marchetto Cara en la corte de Gonzaga , teniendo en cuenta su renombre como laudista, cantante y compositor de frottolas, aunque obviamente fueron posibles otras formas de interpretación y acompañamiento.

## Compositores
Los más famosos compositores de frottolas fueron Bartolomeo Tromboncino y Marchetto Cara, aunque también composiciones profanas de Josquin Des Pres (por ejemplo "Scaramella" y "El Grillo") son estilísticamente frottolas. 
Una lista de compositores de esta forma debe incluir a:
- Bartolomeo Tromboncino
- Marchetto Cara
- Filippo de Lurano
- Michele Pesenti
- Michele Vicentino
- Giovanni Brocco
- Antonio Caprioli
- Francesco d'Ana
- Lodovico Fogliano
- Giacomo Fogliano
- Erasmus Lapicida

Excepto por Tromboncino y Cara, que fueron extremadamente famosos, muy poco se conoce sobre la mayoría de los otros compositores; en muchos casos sus nombres sobreviven porque Ottaviano Petrucci , el prominente editor veneciano, incluyó sus nombres en las colecciones que contenían su música.